# Alfred von Waldstätten

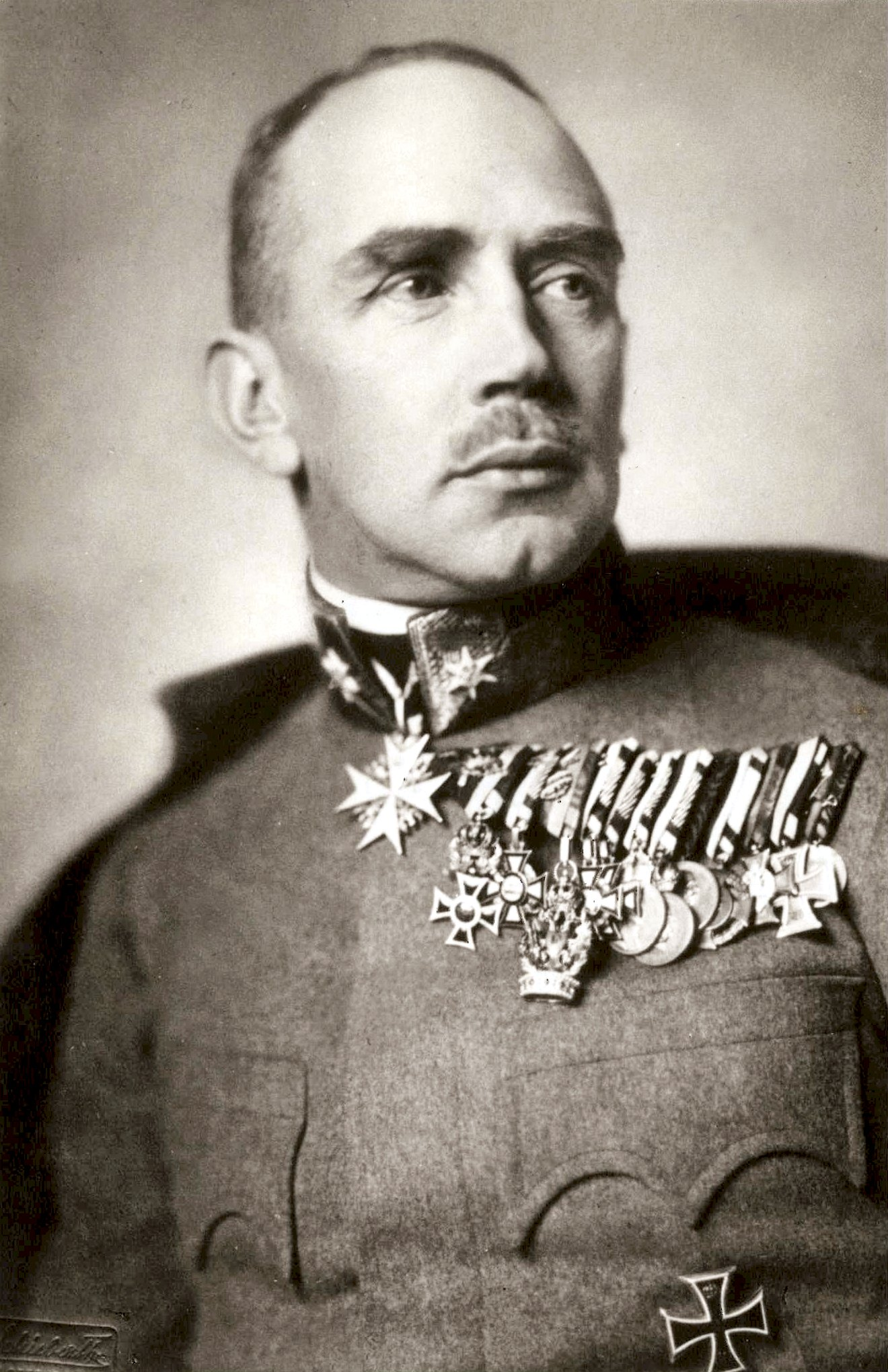
Alfred von Waldstätten

Alfred Georg Heinrich Maria von Waldstätten, född 9 november 1872 i Wien, död 12 januari 1952 i Mauerbach, var en österrikisk friherre och militär. Han var brorson till Johann Baptist von Waldstätten. 
Waldstätten blev 1892 officer vid infanteriet, sedermera generalstabsofficer och som sådan 1914 överste. Under första världskriget deltog han, som generalstabsofficer i första arméns stab, i fälttåget i Polen och Galizien 1914–15, organiserade grevskapet Tyrolens försvar 1915, blev 1916 stabschef vid den av ärkehertig Karl förda 20:e armékåren (Tyrolen) och 1917 stabschef vid sjunde armén (Galizien). Samma år blev han chef för operationsavdelningen vid stora högkvarteret och generalmajor samt ställföreträdande chef för generalstaben, från vilken befattning han avgick vid krigets slut. Waldstätten nämns som en av den österrikiska härens mest framstående stabschefer under första världskriget. 